# Ludolf Jan Zandt
Ludolf Jan Zandt (Uithuizen, 21 augustus 1900 – Vries, 31 december 1970) was een Nederlandse burgemeester tijdens de Tweede Wereldoorlog voor de NSB.

## Leven en werk
Zandt was een zoon van de bureelchef bij het kantongerecht, Sikke Jan Zandt en Jacobje Steenwijk. Hij trad in 1918 als klerk in dienst bij de gemeente Groningen. In juni 1940 werd hij lid van de NSB. Zandt had al voor de Tweede Wereldoorlog  pogingen gedaan om burgemeester te worden. In 1941 deed Zandt opnieuw enkele vergeefse pogingen om burgemeester te worden. De toenmalige secretaris-generaal van het ministerie van Binnenlandse Zaken, dr. K.J. Frederiks, karakteriseerde hem als "een uiterst onbeduidend persoon". Toen Zandt in 1943 als opvolger van Hendrik Cool werd benoemd tot burgemeester van Gieten was hij nog steeds gemeenteambtenaar - hoofdschrijver - in Groningen. In maart 1945 werd Zandt burgemeester van de gemeente Zuidlaren. Hij werd in 1949 veroordeeld tot zes jaar gevangenisstraf voornamelijk vanwege zijn jacht op onderduikers in Gieten. In cassatie werd deze straf omgezet in vijf jaar.
Zandt trouwde op 9 september 1925 te 's-Gravenhage met Margaretha Geertruida Gerarda van Voorst, dochter van een Haagse kantoorbediende. Zijn vrouw overleed op 3 december 1944 in Gieten. Hij hertrouwde in 1950 met Sibbiena Borger. Zandt overleed in december 1970 op 70-jarige leeftijd in Vries. Hij werd, evenals zijn eerste echtgenote, begraven in Gieten.